# Lubanowo

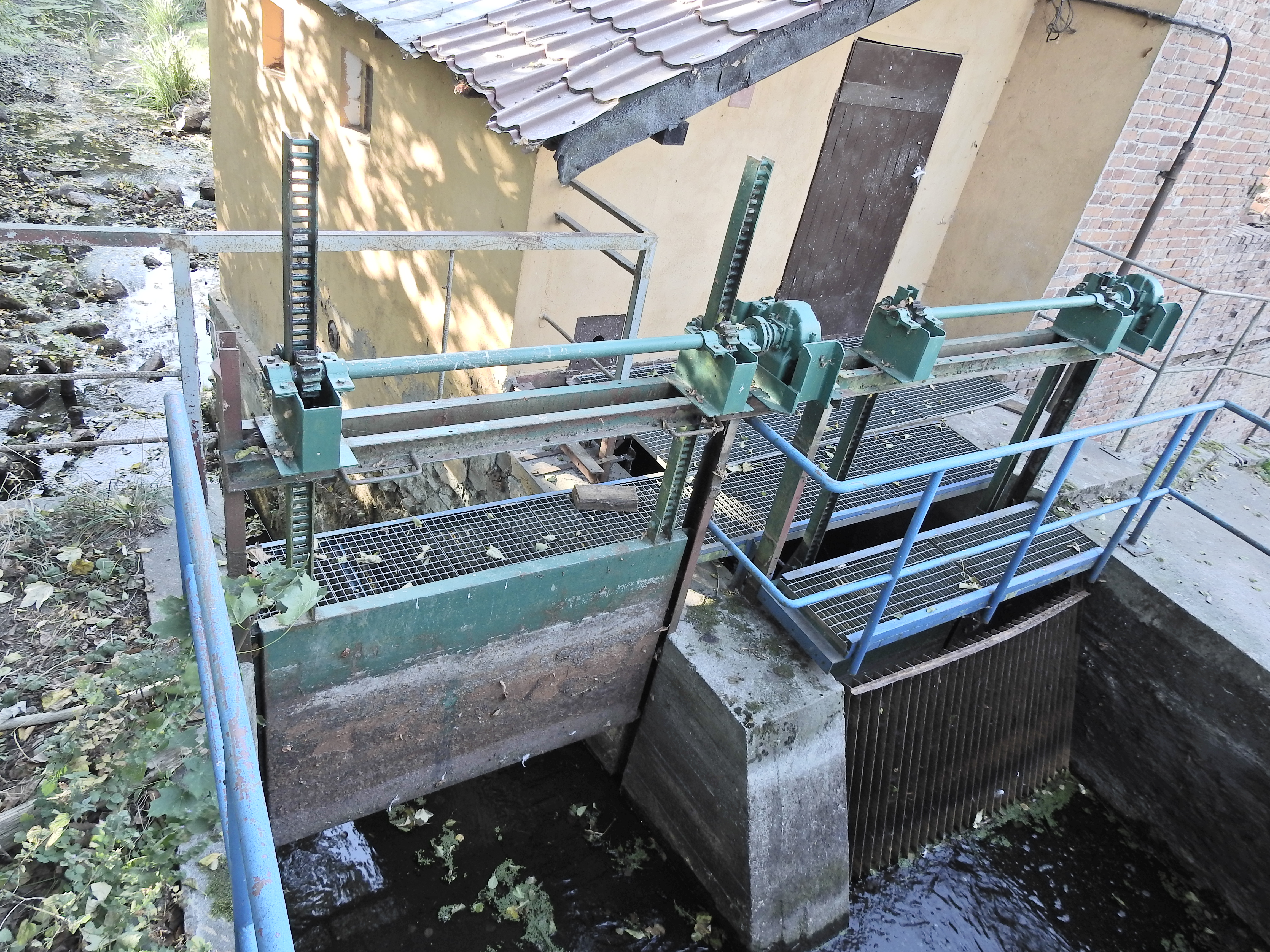
Jaz zastawkowy na Tywie w przy małej elektrowni wodnej w Trzaskach.

Lubanowo (dawniej niem. Liebenow) – wieś w Polsce, położona w województwie zachodniopomorskim, w powiecie gryfińskim, w gminie Banie, nad rzeką Tywą, przy drodze wojewódzkiej nr 121 łączącej Gryfino i Myślibórz przez Banie. Wieś jest położona 5 km na północny zachód od Bań.
W 2003 r. wieś miała 984 mieszkańców.
Do 2000 roku przez Lubanowo przebiegała linia kolejowa łącząca Chwarstnicę z Baniami, we wsi był przystanek Lubanowo.
W latach 1954–1971 wieś należała i była siedzibą władz gromady Lubanowo, po jej zniesieniu w gromadzie Banie. W latach 1975–1998 miejscowość położona była w województwie szczecińskim.

## Historia
Wieś istniała w połowie XIII wieku w komturii templariuszy rureckich, na ten czas datujemy budowę istniejącego kościoła. W 1274 r. przy załagodzeniu sporów o Parsów wystąpił Jan de Leuenowe. Ponieważ poprzedził go na liście świadków proboszcz z Chojny, a obok też wystąpił Wilkin z Bartkowa (de Berticow), można przyjąć, że to rycerz lub sołtys z Labanowa, a nie przedstawiciel rodu rycerskiego Liebenowow znanego w księstwie pomorskim w tym czasie.
W sposób bezpośredni wieś pojawia się w 1330 r., gdy templariusze nadali 27 łanów w lenno do „wspólnej ręki” braciom Eilhardowi i Janowi. Ci zakupili 8 łanów od wasali Jana Rudego, dawniej sołtysa w Święciu nad Odrą, 16 łanów od Jana i Henryka dawniej z Bań, synów zmarłego Hellenrechta „z Cmentarza”, 3 łany w Baniewicach kupione od Henryka i Arnolda Łysych. Dało to początek majątkowi szlacheckiemu. Kapituła kamieńska ok. 1370 r. miała prawo do daniny w zbożu z 64 łanów. W 1407 r. książę Świętobor I szczeciński nadał joannitom będę pieniężną z 6 łanów, dotąd pobieraną przez rodzinę Mörner z Chojny. Z młynem (Trzaski) wieś była potwierdzana joannitom w 1459 i 1487 r.
Pierwszym duchownym ewangelickim był Piper, po nim Kaspar Rehwinkel, Mateusz Rigeman, Bartłomiej Pribbernow z Trzcińska. Do parafii należał kościół filialny w Sosnowie. W 1571 r. wieś liczyła 61 łanów uprawianych przez sołtysa (4 łany) i 22 chłopskich; w 1603 i 1615 r. mieszkali we wsi sołtys i 21 chłopów (po 3 łany), 5 zagrodników, młynarz, kowal, karczmarz, kołodziej. Po zniszczeniach wojny trzydziestoletniej sołtys (5 łanów) zorganizował folwark, dołączając 21 łanów z siedmiu opuszczonych gospodarstw chłopskich. Obsadzonych było tylko 9 gospodarstw. W czasach szwedzkich była to własność Jana Adlera Salviusa, od którego po 1711 r. wieś wykupił margrabia Fryderyk Wilhelm.

## Zabytki i obiekty historyczne

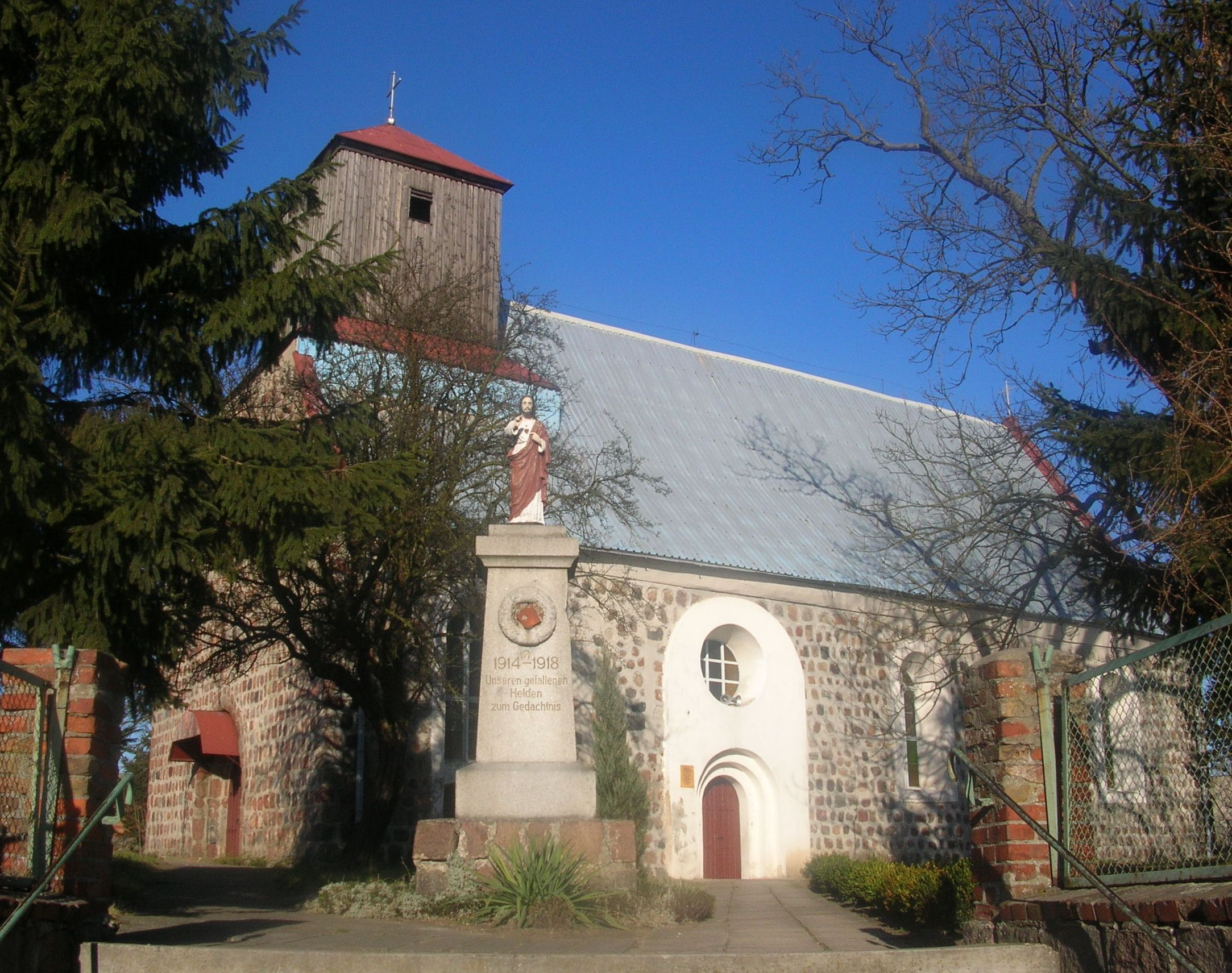
Kościół pw. Chrystusa Króla w Lubanowie. Na pierwszym planie pomnik upamiętniający mieszkańców wsi poległych podczas I wojny światowej, z figurą Chrystusa

### Kościół i cmentarz
Kościół pw. Chrystusa Króla z ok. poł. XIII w. zlokalizowany jest w centrum wsi, po wschodniej stronie drogi. Budowla orientowana, salowa, rozplanowana na rzucie prostokąta, bez wydzielonego odrębnie prezbiterium. Wieża w partii zachodniej ma tę samą szerokość co nawa. Ściany obwodowe wykonano ze starannie obrobionej granitowej kwadry o regularnym wątku. W ścianie zachodniej w partii podwieżowej zachował się portal ostrołukowy, trójskokowy z gzymsem wklęsłym w nasadzie łuku.
W ścianie południowej znajduje się portal trójskokowy o łuku półkolistym; w elewacji wschodniej trzy otwory okienne w partii dolnej (środkowe węższe i wyższe) o półkolistym wykroju, w partii zachodniej nad portalem trzy blendy o półkolistym wykroju. Podobnie rozwiązano otwory okienne elewacji podłużnych. Widoczne są ślady zamurowanych otworów okiennych i drzwiowych. Na uwagę zasługuje również czarno-biały motyw szachownicy na kwadrze wmurowanej przy południowym narożniku elewacji wschodniej (prawdopodobnie pierwotnie umieszczony przy portalu zachodnim). Wieża przebudowana w XVIII w., o konstrukcji ryglowej (odbudowana po zniszczeniach II wojny światowej bez barokowej latarni).
Z wyposażenia ocalał tylko jeden z trzech dzwonów odlanych dla kościoła w Lubanowie przez szczecińskiego ludwisarza Johanna Jacoba Mangolda w 1697 r.; ponadto relikty XVIII-wiecznego ołtarza i XIX-wieczna empora organowa. Świątynia jest obiektem zabytkowym wpisanym do Rejestru zabytków pod nr rej. 129 z 31.07.1956 r.
Cmentarz przykościelny leży na nieregularnej parceli wygładzonej kamiennym murem. W murze okazała XVIII-wieczna bramka flankowana przez dwie furty. Zachował się pomnik poświęcony mieszkańcom wsi, którzy zginęli w czasie I wojny światowej. W południowej części cmentarz ewangelicki, obecnie komunalny. Zachowała się aleja lipowa.

### Zespół dworsko-folwarczny z parkiem
Zespół dworsko-folwarczny o metryce XIX-wiecznej zlokalizowany jest poza wsią, po jej południowo-zachodniej stronie. Nie zachował się dwór (spłonął w 1969 r.) i większość zabudowy folwarcznej. Niewielki podworski park romantyczny nawiązujący do wzorów angielskich założony został około połowy XIX w. Zachował się cenny starodrzew komponowany: okazałe dęby, kasztanowce, magnolia, dąb czerwony, świerk kłujący odm. srebrzysta, jedlica. 

### Zabudowa wsi
Zachowały się w szczególności ryglowe stodoły z XIX w., budynki mieszkalne z licznymi detalami architektonicznymi z XIX i XX w., murowana remiza z drewniana wieżyczką obserwacyjną z początku XX w. i kuźnia z 1921 r.

### Jezioro Lubanowo
Od 2014 roku w jeziorze Lubanowo prowadzone są podwodne, nieinwazyjne badania archeologiczne. Odkryto liczne zabytki z okresu wpływów rzymskich oraz z wczesnego średniowiecza. Jezioro było kiedyś jeziorem rytualnym, w którym składano broń oraz ekwipunek wojowników. 
W 2020 roku odnaleziono tam łódź jednopienną (tzw. dłubankę) z wczesnego okresu żelaza.

## Sport
W Lubanowie działa klub sportowy Czarni Lubanowo, który w sezonie 2023/2024 występuje w klasie A, gr. zachodniopomorskiej III.